# Atheta occulta
Atheta occulta är en skalbaggsart som först beskrevs av Wilhelm Ferdinand Erichson 1837.  Atheta occulta ingår i släktet Atheta, och familjen kortvingar. Enligt den finländska rödlistan är arten nära hotad i Finland. Arten är reproducerande i Sverige. Artens livsmiljö är parker, gårdsplaner och trädgårdar.